# Tesla Cybertruck
Tesla Cybertruck er en elektrisk pickup fremstillet af Tesla, Inc. siden 2023. Konceptbilen blev annonceret i november 2019, og den har at karroseri af rustfri stålplader.
Tesla planlagde at producere bilen i 2021, men de første biler blev først produceret i slutningen af november 2023. I december 2023 var Cybertrucken kun tilgængelig i Nordamerika. Der findes tre modeller; tri-motor firehjulstræk (AWD) "Cyberbeast", en dual-motor, firehjulstræk og en model med baghjulstræk (RWD), der har en estimeret rækkevidde på 400-550 km afhængig af modellen.